# خیس شدن واژن

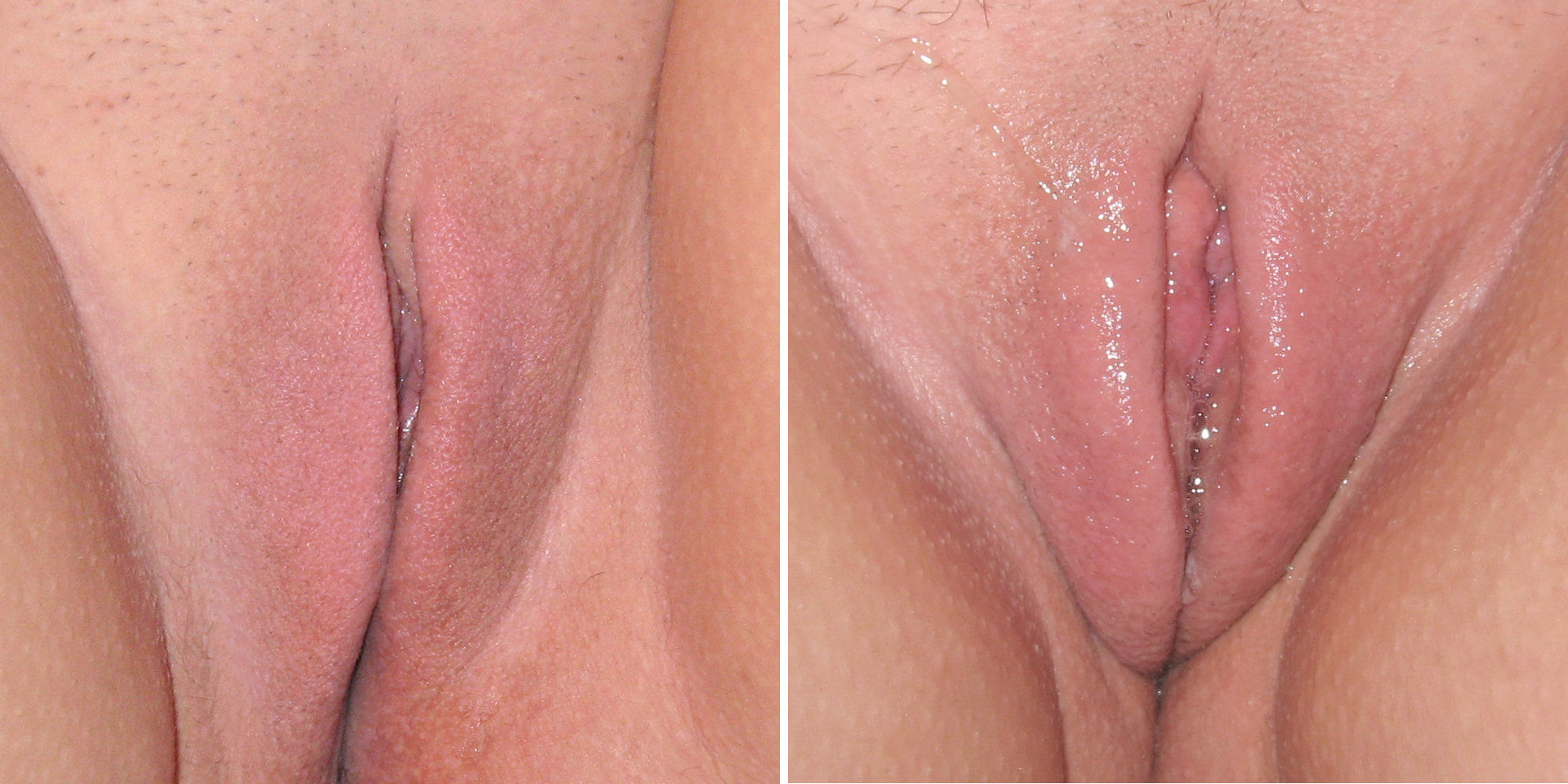
چپ: واژن درحالت عادی راست: روان‌ساز واژن گاهی پس از برانگیختگی جنسی پدیدار می‌شود (ترشح)

روان‌سازی واژنی (به انگلیسی: Vaginal Lubrication)، مایعی طبیعی است که واژن زن را روان‌سازی می‌کند. مایع روان‌ساز واژن همواره حضور دارد، اما تولید آن در نزدیکی تخمک‌گذاری و هنگام برانگیختگی‌جنسی پیش از آمیزش جنسی، به‌طور چشمگیری افزایش می‌یابد. خشکی واژنی عارضه‌ای است که در آن این روان‌سازی ناکافی است؛ گاهی برای بهبود آن از روان‌سازهای مصنوعی استفاده می‌شود. بدون روان‌ساز کافی، آمیزش جنسی می‌تواند دردناک باشد. پوشش درونی واژن دارای غدد ترشح‌کننده نیست، پس واژن باید با روش‌های دیگری روان‌سازی شود. خوناب دیواره‌های واژن ناشی از پرخونی عروقی به عنوان منبع اصلی مایع روان‌ساز در نظر گرفته شده‌اند. غده بارتولین واقع در زیر و سمت راست و چپ ورودی واژن نیز با ترشح مخاط، ترشحات دیواره‌های واژن را تقویت می‌کنند. در نزدیکی تخمک‌گذاری، رحم روان‌سازی اضافی فراهم می‌کند.

## تخلیه واژن

### ترکیب

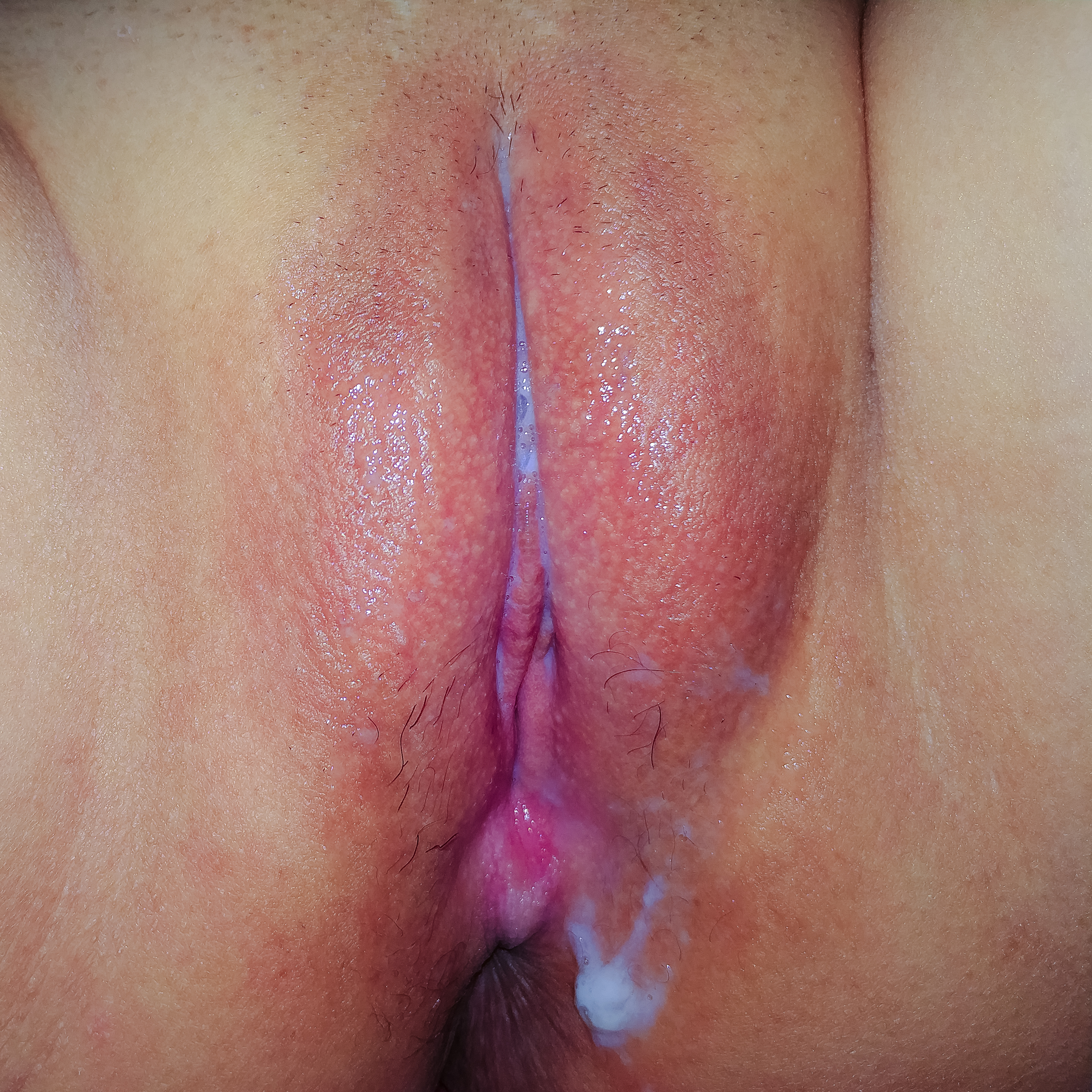
فرج با روان‌ساز واژنی (موهای ناحیه تناسلی تراشیده شده‌اند).

مایع روان‌ساز شامل آب، پیریدین، اسکوآلن، اوره، اسید استیک، اسید لاکتیک، الکل‌های پیچیده و دی‌ال،ا کتون و آلدئیدها است. این مایع بسته به تحریک جنسی، مرحله چرخه قاعدگی، وجود عفونت، داروهای خاص، عوامل ژنتیکی و رژیم غذایی، می‌تواند در ترکیب، بافت، طعم، رنگ و بو متفاوت باشد.
مایع واژنی کمی اسیدی است و ابتلا به برخی بیماری‌های آمیزشی می‌تواند آن را اسیدی‌تر کند. پی‌اچ طبیعی این مایع بین ۳/۸ تا ۴/۵ است؛ در حالی که پی‌اچ مایع منی مرد معمولاً بین ۷/۲ تا ۷/۸ است. (پی‌اچ خنثی ۷/۰ است).

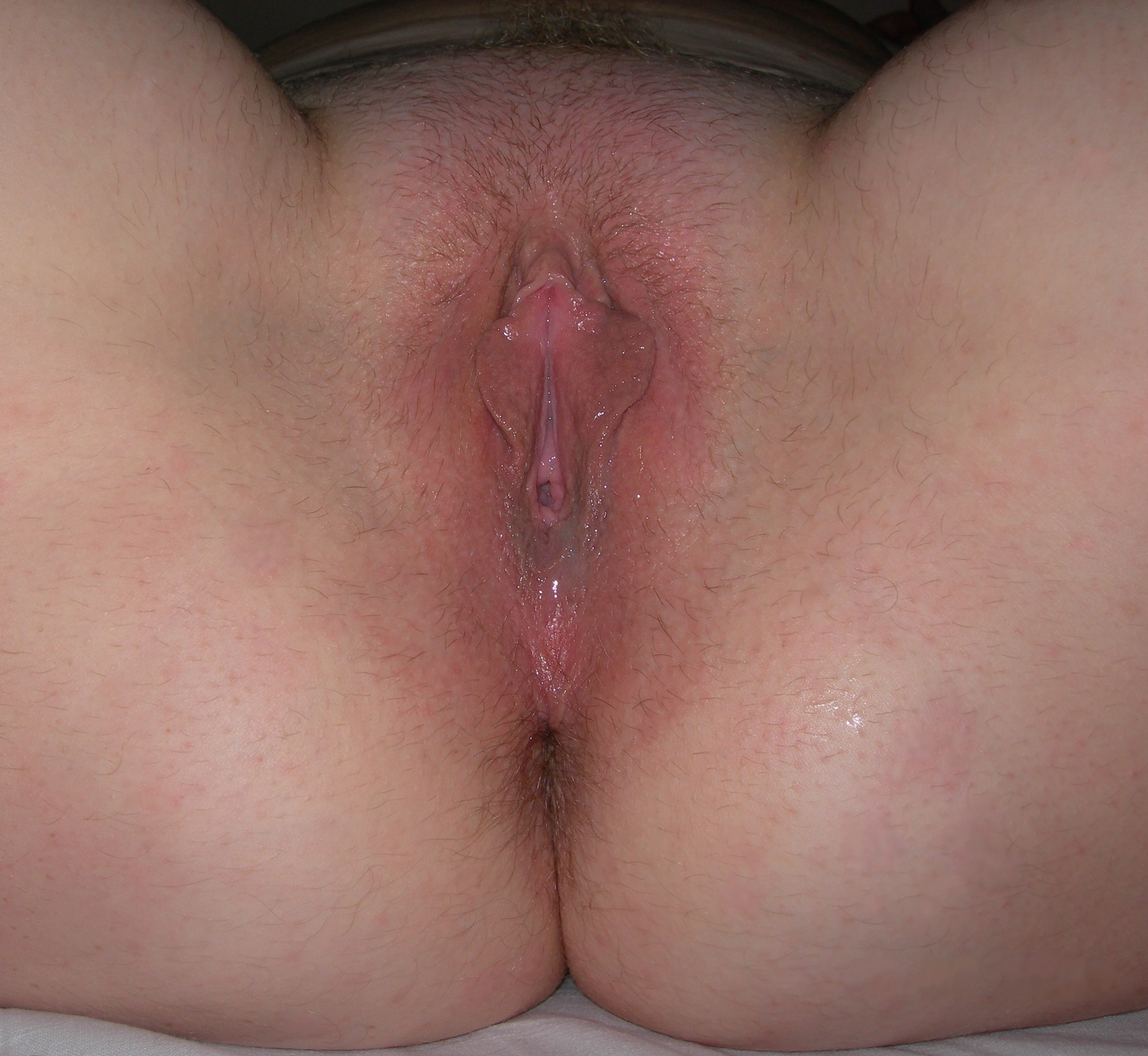
فرج و روان‌ساز واژنی

### ساخت
واژن انسان توسط اعصابی که به پپتید وازواکتیو روده‌ای (وی‌آی‌پی) پاسخ می‌دهند، خدمات‌رسانی می‌شود. وی‌آی‌پی سبب افزایش جریان خون در واژن و افزایش روان‌سازی واژنی می‌شود. ممکن است وی‌آی‌پی در کنترل تغییرات تنکردی هنگام برانگیختگی جنسی سهیم باشد.

## خشکی واژن
روان‌سازی ناکافی واژنی یا خشکی واژن در زنان می‌تواند سبب دردآمیزشی شود؛ که یک ناکارآمدی جنسی محسوب می‌شود. عوامل خشکی واژن شامل ناکارآمدی برانگیختگی جنسی، هیجان یا تحریک ناکافی، تغییرات هورمونی ناشی از یائسگی، حاملگی، شیردادن و بیماری‌هایی نظیر دیابت است. استفاده از کرم‌ها یا خمیرهای ضدبارداری و ترس از آمیزش جنسی نامشروع هم می‌تواند سبب خشکی واژن شود. خشکی واژن می‌تواند نتیجه سندرم شوگرن نیز باشد.
بعضی از داروها، از جمله برخی از آنتی هیستامین‌ها، آنتی کولینرژیک یا داروهای مقلد سمپاتیک می‌توانند سبب خشکی بافت مخاطی یا خیس واژن شوند. قرص‌های پیشگیری از بارداری نیز ممکن است باعث افزایش یا کاهش روان‌سازی واژنی شوند.
زنان سالخورده مایع روان‌ساز واژنی کمتری تولید می‌کنند. کاهش استروژن می‌تواند با این موضوع در ارتباط باشد.

## روان‌سازهای مصنوعی
هنگامی که یک زن پیش از عمل جنسی خشکی واژن را تجربه می‌کند، ممکن است رابطه جنسی برای او ناراحت‌کننده یا دردناک باشد. استفاده از روان‌ساز شخصی در ورودی واژن یا آلت مردی یا هردو می‌تواند به روان‌سازی بیشتر کمک کرده و از درد بکاهد. همچنین ممکن است از شیاف در واژن پیش از آمیزش جنسی استفاده شود.

## آمیزش جنسی خشک
بعضی (به ویژه در کشورهای جنوب صحرای آفریقا) آمیزش جنسی خشک انجام می‌دهند. هدف این افراد افزایش لذت و حفظ تمیزی است. آمیزش جنسی خشک علاوه بر دردناک بودن برای زنان، می‌تواند خطر انتقال بیماری‌های آمیزشی مانند ایدز را افزایش دهد.